# Elmer (New Jersey)
Pour les articles homonymes, voir Elmer.
Elmer est un borough situé dans le comté de Salem, dans l'État du New Jersey, aux États-Unis.